# Lost in Blue 2
Lost in Blue 2 é um jogo de video game de simulação públicado e desenvolvido pela Konami para o Nintendo DS. É a sequência de Lost in Blue (também do Nintendo DS). O jogo é seguido por Lost in Blue 3.

## História
Os personagens principais são Jack e Amy, dois jovens perdidos em uma ilha deserta. O jogador escolhe entre Jack, o personagem masculino, ou Amy, o personagem feminino. O jogador toma a maioria das responsabilidades, mas pode pedir favores ao seu parceiro, como cozinhar ou coletar madeira. Cada gênero possui habilidades especiais diferentes, Jack consegue escalar duas vezes mais alto que a garota e é melhor em lutas contra os inimigos e em cozinhar. Amy é melhor em nadar, conseguir comida e caçar animais.

## Jogabilidade
Todo o jogo pode ser jogado com o touch screen, ou com a combinação dos botões junto ao touch screen. Os botões também podem ser utilizados em minigames de cozinhar, caça, pesca, mexer nas árvores entre outros.

## Recepção
Nostas das avaliações de sites especializados:
- 5.8/10 - 1UP.com[1]
- 6.2/10 - GameSpot[2]
- 5.5/10 - IGN[3]
- 6.5/10 - Game Informer[4]
- 5/10 - Edge Magazine